# Równina Rychwalska
Równina Rychwalska (318.16) – mezoregion fizycznogeograficzny w środkowej Polsce, stanowiący północną część Niziny Południowowielkopolskiej. Region graniczy od północy z Doliną Konińską, od zachodu (na krótkim odcinku) z Wałem Żerkowskim, od południowego zachodu i południa z Wysoczyzną Kaliską a od wschodu z Wysoczyzną Turecką; na północnym zachodzie region styka się z Kotliną Śremską a na północnym wschodzie z Kotliną Kolską. Wschodnią krawędzią regionu przepływa dolna Prosna. Równina Rychwalska leży w całości na obszarze województwa wielkopolskiego.
Mezoregion jest równiną o środkowej części złożonej z zalegających na glinie zwałowej utworów piaszczystych (nieprzepuszczalne podłoże powoduje tworzenie się bagien). Krajobraz Równiny Rychwalskiej jest w znacznej mierze urozmaicony: są tu łąki, lasy, torfowiska i pola uprawne.
Głównymi miastami mezoregionu są Chocz, Rychwał i Zagórów (na pograniczu), ponadto wsie Stare Miasto, Grodziec, Rzgów i Gizałki.